# Oite
L'Oite (追風? lett. "Vento propizio"), sino al 1º agosto 1928 denominato 11-Gō kuchikukan (第11駆逐艦? lett. "cacciatorpediniere Numero 11"), è stato un cacciatorpediniere della Marina imperiale giapponese, ottava unità della classe Kamikaze. Fu varato nel novembre 1924 dal cantiere navale di Uraga a Tokyo.
Nave ammiraglia della 29ª Divisione cacciatorpediniere, combatté in entrambe le fasi della battaglia dell'Isola di Wake e supportò sia la conquista di Rabaul sia l'invasione di Lae-Salamaua. Fu quindi brevemente presente alla battaglia del Mar dei Coralli prima di iniziare il servizio tra le importanti piazzeforti di Rabaul e soprattutto di Truk in ruoli di scorta, pattugliamento e vigilanza. Operò spesso nei dintorni di entrambe e fu incaricato di condurre al sicuro convogli per le isole Palau, Yokosuka, Saipan o, viceversa, da tali posizioni alle due basi oltreoceano; sfuggì con pochi danni ad alcuni attacchi aerei. Nel febbraio 1944 si trovava a Truk e fu inviato a raccogliere i superstiti dell'incrociatore leggero Agano: mentre rientrava alla base rimase coinvolto nell'operazione Hailstone, fu colpito e da un siluro e sprofondò subito, lasciando solo venti superstiti.

## Servizio operativo

### Costruzione
Il cacciatorpediniere Oite fu ordinato nell'anno fiscale edito dal governo giapponese nel 1923, inizialmente indicato come "cacciatorpediniere Numero 11" (in lingua giapponese 11-Gō kuchikukan). La sua chiglia fu impostata nel cantiere navale di Uraga, a Tokyo, il 16 marzo 1923 e il varo avvenne il 27 novembre 1924; fu completato il 30 ottobre 1925 e il 1º agosto 1928 assunse il suo nome definitivo, avendo la Marina imperiale abbandonato alla data il sistema di nomenclatura del naviglio leggero con soli numeri.

### 1941-1942
Tra il 1940 e il 1941 l'Oite, allora al comando del capitano di corvetta Yoshio Yanase, fu assegnato alla 29ª Divisione cacciatorpediniere con i gemelli Asanagi, Yunagi e Hayate in qualità di nave ammiraglia: imbarcò pertanto il capitano di vascello Yasuhide Setoyama con il proprio stato maggiore. La divisione dipendeva dalla 6ª Squadriglia del contrammiraglio Sadamichi Kajioka, che a sua volta era agli ordini della 4ª Flotta del viceammiraglio Shigeyoshi Inoue. Il 29 novembre lo Oite guidò la divisione d'appartenenza dietro allo squadrone dalla base aeronavale di Truk, dove si trovavano, sino alla rada dell'atollo Kwajalein, raggiunta il 3 dicembre. Qui fu organizzata la forza d'invasione per l'Isola di Wake: l'8 dicembre, in concomitanza con l'attacco di Pearl Harbor, l'Oite e l'Hayate soltanto (lo Yunagi e l'Asanagi formarono una sezione distaccata per occupare le isole Gilbert) si portarono con la 6ª Squadriglia e alcuni trasporti/incrociatori ausiliari a sud-ovest di Wake. L'Oite aveva a bordo un piccolo nucleo di Kaigun Tokubetsu Rikusentai per rinforzare l'azione anfibia, ma come il resto delle unità nipponiche dovette ripiegare dinanzi l'inattesa resistenza statunitense; nello scontro l'Hayate saltò in aria, il Kisaragi fu affondato da alcuni Grumman F4F Wildcat e l'Oite stesso subì danni leggeri e quattordici feriti, dopo essere stato mancato di poco dal tiro di una batteria costiera; dopo aver ripiegato temporaneamente, partecipò al secondo e riuscito tentativo di conquistare l'isola (23 dicembre). Il 31 dicembre la 29ª Divisione scortò un convoglio sino a Truk e dal 3 gennaio 1942 fu incaricata di pattugliare le acque circostanti e fornire protezione all'intenso traffico navale. Il 13 gennaio l'Oite e i gemelli affiancarono l'incrociatore leggero Yubari e il cacciatorpediniere Yayoi per accompagnare la nave appoggio idrovolanti Kiyokawa Maru, due trasporti e un'unità ausiliare a Woleai, dove il 15 si assemblò la forza d'invasione per Rabaul: tale porto fu occupato il 23 gennaio e per una settimana circa l'Oite e le navi sorelle ne controllarono gli accessi. Il 9 febbraio l'Oite appoggiò lo sbarco a Gasmata, sulla costa meridionale della Nuova Britannia e l'8 marzo fu con la forza navale che occupò Lae e Salamaua, nella Nuova Guinea nord-orientale. Portatosi a Rabaul, seguì lo Yubari fino a Truk (25 marzo) e il giorno dopo salpò alla volta di Sasebo, che toccò il 1º aprile; fu subito ormeggiato e sottoposto a raddobbo.
Il 23 aprile l'Oite salpò alla volta di Truk e vi giunse sei giorni dopo, appena in tempo per essere integrato nello schermo difensivo del convoglio d'invasione per Port Moresby, obiettivo della complessa operazione Mo che fu sventata dagli Alleati durante la battaglia del Mar dei Coralli. Il convoglio fu ritirato prima della fine dello scontro e l'Oite fece tappa alle isole Shortland (sud di Bougainville) e quindi rimase per il resto del mese in crociere di pattugliamento tra queste e Rabaul. Il 25 cedette il ruolo di ammiraglia della 29ª Divisione allo Yuzuki e al contempo il capitano di vascello Setoyama fu rimpiazzato dal capitano di fregata Takemi Shimazui. Il 2 giugno fu inviato a Truk e per quasi tutto il mese rimase a vigilare le acque circostanti; il servizio fu interrotto tra il 29 giugno e il 12 luglio, quando con altro naviglio militare scortò sino a Guadalcanal un convoglio recante a bordo personale e materiali per costruire sulla costa settentrionale dell'isola un aeroporto. Nel frattempo (10 luglio) la 6ª Squadriglia era stato disattivata e la 29ª Divisione trasferita alla 2ª Divisione di scorta. Il 12 agosto l'Oite partecipò alla prima missione di ricognizione offensiva a Guadalcanal, sulla quale il 7 erano sbarcati marine statunitensi. Quattro giorni dopo vi sbarcò un piccolo reparto di fanteria e tornò a Rabaul; fu però richiamato a Truk e inserito nella forza d'invasione assemblata per occupare le isole di Nauru e Ocean: l'operazione riuscì senza difficoltà tra il 26 e il 31 agosto. Il 2 settembre l'Oite fece una tappa all'atollo Jaluit prima di proseguire per Truk e riprendere dal 5 il regolare servizio di pattugliamento e scorta al traffico da e per la base. Dal 15 al 27, comunque, collaborò nella difesa di un convoglio diretto a Rabaul e alle isole Palau e per tutto ottobre rimase nell'arcipelago, contribuendo a vigilare sui convogli in partenza per le isole Salomone. Il 30 ottobre passò agli ordini del capitano di corvetta Toshihiko Tomita e il 16 novembre accompagnò a Rabaul un gruppo di mercantili e petroliere prima di ritornare alla rada di Truk e riprendere il ruolo di sentinella e guardia lungo le rotte del Pacifico centrale.
In un momento imprecisato del 1942 l'Oite deve essere stato sottoposto a interventi per incrementare la dotazione contraerea. Rinunciò al cannone poppiero numero 4 da 120 mm, all'apparato lanciasiluri più arretrato e alle mitragliatrici da 7,7 mm per fare spazio a sei o dieci cannoni contraerei Type 96 da 25 mm L/60, suddivisi in tre/cinque installazioni doppie.

### 1943-1944 e l'affondamento

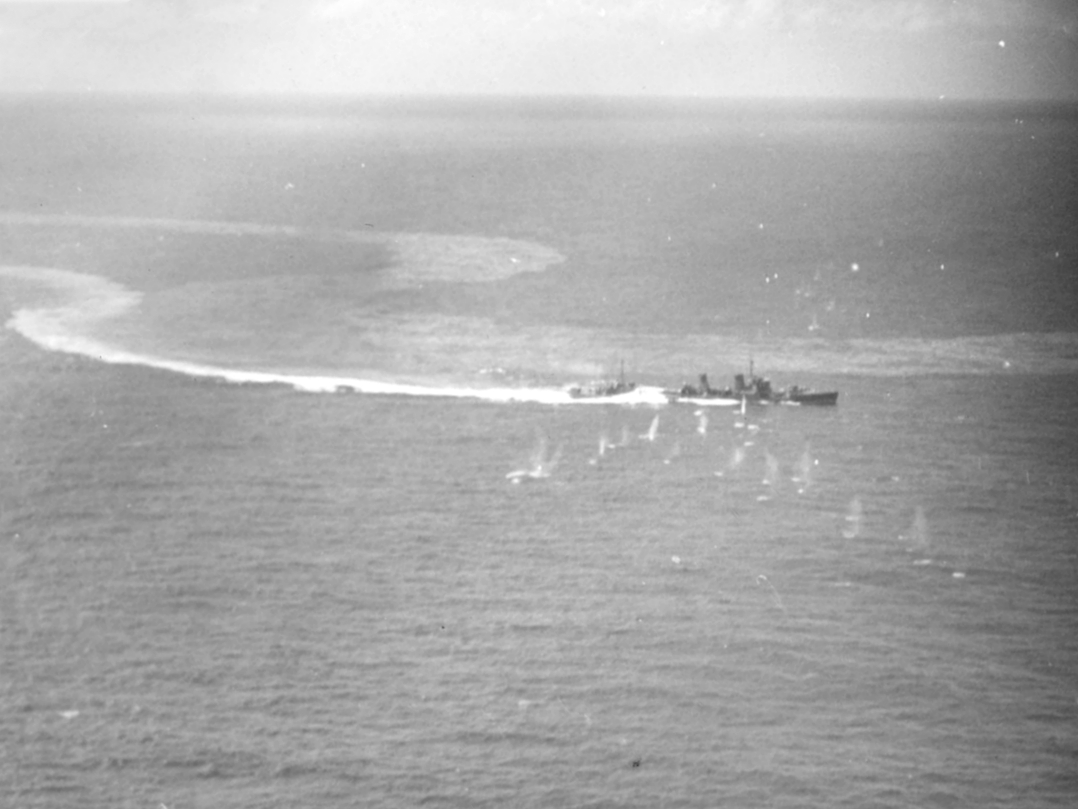
Questa immagine ritrae con ogni probabilità lOite a Truk nel febbraio 1944, impegnato in manovre evasive: fu annientato poco dopo lo scatto della fotografia

La gran parte della carriera dell'Oite nel 1943 è ignota. Dopo lo scioglimento della 29ª Divisione e il passaggio ai diretti ordini della 2ª Divisione di scorta (1º aprile), si sa che tra il 20 settembre e il 1º ottobre accompagnò un convoglio da Truk a Yokosuka, rimanendo danneggiato dopo essere stato colpito da un siluro difettoso che non esplose. L'attacco, portato dal sommergibile USS Haddock, causò però gravi danni a un trasporto e costrinse a una tappa a Saipan. Il 9 ottobre l'Oite percorse la rotta inversa sempre di scorta a un convoglio e, durante il ritorno, vigilò su una carboniera che rimorchiava una nave danneggiata sino a Kure (19 ottobre), dove il giorno dopo transitò al comando del tenente di vascello Yasuhiro Uono. L'Oite passò gli ultimi giorni di ottobre a fianco della carboniera che navigò fino a Truk. Dall'8 novembre al 12 dicembre fu intensivamente impegnato in compiti di protezione ai convogli che facevano la spola tra la base atollina e Yokosuka e, in almeno un'occasione, non riuscì a impedire la distruzione di quattro unità in un solo viaggio. Nel frattempo, il 15 novembre, era stato creato il Comando generale scorte e alla data le fu sottoposta anche la 2ª Divisione di scorta. Dal 15 al 25 dicembre l'Oite compì due volte andata e ritorno tra Truk e Rabaul per difendere convogli e di nuovo tra il 4 e il 18 gennaio 1944: tuttavia i due mercantili componenti il secondo convoglio andarono entrambi perduti. L'Oite completò altre missioni di scorta a Rabaul (22 gennaio-3 febbraio) e alle isole Palau (6-13 febbraio), quindi il 14 e 15 febbraio prestò assistenza assieme a un cacciasommergibili all'incrociatore leggero Agano, gravemente danneggiato da un attacco sottomarino: l'unità colò infine a picco e il cacciatorpediniere raccolse i 522 effettivi dell'equipaggio prima di tornare verso Truk a sud. Il cacciatorpediniere varcò l'ingresso settentrionale della rada il 16, proprio attimi prima della violenta incursione aerea organizzata dalla Quinta Flotta statunitense; colto di sorpresa, fu quasi subito preso di mira da aerosiluranti e un ordigno colpì al centro dello scafo: la formidabile esplosione spezzò in due l'Oite, che affondò subito nel passaggio (7°40′N 138°57′E) con tutti coloro che si trovavano a bordo, eccettuati una ventina di sopravvissuti. Tra questi nessuno apparteneva allo Agano e non si trovava neppure il comandante Uono.
Il 31 marzo 1944 l'Oite fu cancellato dai registri navali nipponici.